# Wyższa Szkoła Zarządzania Marketingowego i Języków Obcych w Katowicach
Wyższa Szkoła Zarządzania Marketingowego i Języków Obcych w Katowicach – niepubliczna polska szkoła wyższa z siedzibą w Katowicach powstała w 1994 roku, a w 2017 postawiona w stan likwidacji.
Uczelnia prowadziła studia na następujących kierunkach i specjalnościach:
- Ekonomia
- Informatyka
- Zarządzanie
- Filologia
  - Filologia angielska
  - Filologia niemiecka
  - Filologia rosyjska
  - Filologia hiszpańska.

Uczelnia prowadziła również studia podyplomowe:
- Studia menedżerskie (2 semestry)
- Informatyka ekonomiczna (2 semestry)
- Zarządzanie informacją (3 semestry)
- Psychologia w biznesie (2 semestry).

Rektorem uczelni był prof. dr hab. Andrzej Limański.